# 安尼頓·迪亞拉烏蘇
安尼頓·格雷戈里·迪亞拉烏蘇（Ailton Grigorio de Araújo，1971年8月19日—），生於巴西，已退役巴西足球運動員，司職防守中場。

## 球員生涯
亞拉烏蘇生於巴西，於1998年隨教練米路與同鄉高尼路和奧尼拉斯來港，加盟當時在甲組角逐，矢志重奪聯賽冠軍的球會南華，其後轉會二合，2003年12月，亞拉烏蘇加盟愉園，並於該季協助球會重奪聯賽冠軍，2004年6月轉投傑志，惟該季球會成績未如理想，直到2005年遭傑志棄用後，宣佈掛靴結束球員生涯。